# Euxoa polytela
Euxoa polytela là một loài bướm đêm trong họ Noctuidae.